# 硬头海鲇
硬头海鲇（学名：Arius leiotetocephalus）为海鲇科海鲇属的鱼类，俗名赤鱼、潮鱼。在中国，分布于南海等海域，属于暖水性深海底层鱼类。该物种的模式产地在巴达维亚。

## 扩展阅读
維基物種上的相關：硬头海鲇